# 姜弘立
姜弘立（1560年—1627年），字君信、号耐村。本貫晉州姜氏。朝鲜王朝中期官僚、将领。

## 出身
姜弘立生于京畿道。為晋州姜氏高麗朝顯官名門出身。祖父姜士尚在朝鲜宣祖朝任右議政、父姜紳为右賛成高官。1589年進士合格、 1597年謁聖文科及第、説書・检閲官職经历、1605年以陳奏使之書状官身份前往明朝。 1608年任輔徳、翌年任漢城府右尹、1614年任巡检使、1618年封晋寧君。

## 被俘
1619年，萨尔浒之战爆发，明朝要求朝鲜支援。朝鮮國王光海君命都元帅议政府左参赞姜弘立为五道都元帥，统帅13000人出战。战败，姜弘立及下属三分之二投降。1620年，他的很多手下被释放，他被努尔哈赤扣留。姜弘立写信给光海君，告诉他后金的情况，要求光海君与后金保持和平。但是后来朝鲜仁祖推翻光海君即位，采取沿用先祖对女真人敌视政策來對待后金。此時姜弘立得到错误情报，誤會其家属被仁祖杀害。

## 回国
1627年，因不满朝鲜仁祖，姜弘立做了后金军向导攻击朝鲜（丁卯胡乱），并作为后金的代表参加谈判。此后发现仁祖并未杀其家属。朝鲜将其列为叛徒。7月27日逝世。死後恢复名誉。